# Felipe Quispe
Felipe Quispe Huanca "El Mallku" (Aymara: "kondoren") (født 22. august 1942, død 19. januar 2021) var en boliviansk aktivist og politiker af aymara-etnicitet. Han var leder af bevægelsen Pachakuti Indigenous Movement (MIP) og generalsekretær for den "Forenede Union af Bolivias Arbejdende Bønder (CSUTCB). 
I 1984 var han en af de ledende personer i oprørsbevægelsen Tupac Katari Guerrilla Army, en fejlslagen oprørsbevægelse, der kæmpede imod Bolivias regering. Quispe blev den 19. august 1992 arresteret for sin involvering i bevægelsen.  
Quispe var aktiv i arbejdet for at etablere en uafhængig republik, der skal omfatte de områder i Bolivia, hvor der er et fletal af aymaraer. Navnet på republikken skal være "Qullasuyu" opkaldt efter Inkarigets provins, der var placeret i det nuværende Bolivias højland.
Quispe var en indædt modstander af den Den Internationale Valutafond og af den økonomiske opfattelse, der har fundet udtryk i det såkaldte Washington consensus, der indeholder anbefalinger af, hvorledes bl.a. de økonomiske problemer i Latinamerika bedst løses. Quispe var endvidere stærk modstander af forsøgene på at begræsne dyrkningen af coca-planten, som han anså for at være en central del af aymaraernes kultur. Han var væsentligt indblandet i den bolivianske gaskrig.
Quispe stillede op til præsidentvalget i 2005, hvor Evo Morales, leder af Movimiento al socialismo (MAS) blev valgt til præsident. Quispes parti opnåede blot 2,2% af stemmerne. Quispe var en stærk kritiker af Evo Morales socialistiske regering, som han omtaler som værende "neoliberalistisk med et indiansk ansigt".

## Eksterne links
- El Mallku Speaks: Indigenous Autonomy & Coca - The Narco News Interview with Felipe Quispe Arkiveret 4. marts 2016 hos  Wayback Machine
- In Defense of Life and Democracy Arkiveret 13. august 2014 hos  Wayback Machine